# André Michelin
André Jules Michelin (16. ledna 1853 Paříž – 4. dubna 1931 Paříž) byl francouzský průmyslník, spolu se svým bratrem Édouardem Michelinem založil roku 1888 firmu na výrobu pneumatik Michelin. V roce 2002 byli spolu se svým bratrem Édouardem uvedeni do Automotive Hall of Fame.
Společnost Michelin et Cie, která vznikla roku 1832, vedl Andrého a Édouardův otec. Společnost prodávala zemědělské nářadí a výrobky z vulkanizovaného kaučuku. Na konci 80. let se však ocitla na pokraji bankrotu a roku 1888 ji tak přebrali oba bratři. André firmu řídil a vedl prodej, bratr Édouard vedl výzkum a roku 1891 vynalezl odnímatelnou pneumatiku (předtím se pneumatiky na ráfky lepily), nejprve pro bicykl, později i pro automobily. Protože chtěl André podpořit autoturismus, vydal roku 1900 prvního Michelinova průvodce. Publikace se nejprve rozdávala zdarma a obsahovala adresy benzinových pump, garáží, autoopraven a informace o cenách paliva a otevíracích dobách. Později přibyly i informace o restauracích s možností stravování. V roce 1926 se u restaurací, které Michelin preferoval, začala objevovat hvězdička. To byl základ nejprestižnějšího průvodce po restauracích na světě, jehož prestiž ovšem vzrostla až po Andrého smrti.